# Amphisbaena pericensis
Amphisbaena pericensis este o specie de reptile din genul Amphisbaena, familia Amphisbaenidae, ordinul Squamata, descrisă de Mary Noble în anul 1921. Conform Catalogue of Life specia Amphisbaena pericensis nu are subspecii cunoscute.